# AD Roller Gasteiz
CD Hielo Bipolo Vitoria - Gasteiz je hokejový klub z Vitorie-Gasteizu, Hrával Španělskou hokejovou ligu, nyní hraje pouze ligu U18. Domovským stadionem je Pista de Hielo Bakh Vitoria-Gasteiz s kapacitou 700 lidí.

## Historie
Klub hraje soutěže ve Španělsku od roku 1975. V sezóně 2012/2013 vyhrál tým pod názvem sponzora Escor BAKH 1.ligu, a kvalifikoval se na Kontinentální pohár IIHF 2013/14. V sezóně 2013/2014 klub vyhrál superpohár, ligu i pohár, ale po odchodu sponzora ukončil A tým mužů působení.

## Vítězství
1. Španělská liga - 2013, 2014
2. Španělská liga - 1983
Královský pohár ledního hokeje - 2014
Španělský superpohár v ledním hokeji - 2013